# Yukiya Satō
Pour les articles homonymes, voir Satō.
Yukiya Satō (佐藤 幸椰, Satō Yukiya), né le 19 juin 1995 à Ishikari, est un sauteur à ski japonais.

## Carrière
Il est au départ de sa première compétition internationale de la FIS en 2009.
Aux Jeux olympiques de la jeunesse d'hiver de 2012, il remporte la médaille de bronze en individuel.
En janvier 2015, il est convié à participer à sa première épreuve de Coupe du monde à Sapporo, avant de terminer quatrième des Championnats du monde junior.
C'est lors de la saison 2017-2018, qu'il score ses premiers points pour la Coupe du monde à Willingen, où il est notamment onzième.
En janvier 2019, il monte sur son premier podium individuel en Coupe du monde à Zakopane (3e).
Aux Championnats du monde 2019, il est septième notamment sur le petit tremplin, mais surtout obtient la médaille de bronze par équipes avec Daiki Itō, Junshirō Kobayashi et Ryōyū Kobayashi.
En décembre 2019, il gagne sa première victoire dans la Coupe du monde à Nijni Taguil devant Karl Geiger.

## Palmarès

### Jeux olympiques
| Épreuve / Édition | Pékin 2022 |
| Petit tremplin    | 32e        |
| Grand tremplin    | 15e        |
| Par équipes       | 5e         |
| Par équipes mixte | 4e         |

### Championnats du monde
| Épreuve / Édition        | Individuel     | Individuel     | Par équipes    | Par équipes |
| Épreuve / Édition        | Petit tremplin | Grand tremplin | Grand tremplin | Mixte       |
| Mondiaux 2019 Seefeld    | 7e             | 21e            | Bronze         | 7e          |
| Mondiaux 2021 Oberstdorf | 16e            | 7e             | 4e             | 5e          |

Légende :
- : première place, médaille d'or
- : deuxième place, médaille d'argent
- : troisième place, médaille de bronze
- — : Yukiya Satō n'a pas participé à cette épreuve

### Championnats du monde de vol à ski
| Épreuve / Édition | Planica 2020 | Vikersund 2022 |
| Individuel        | 6e           | 9e             |
| Par équipes       | 5e           | 6e             |

### Coupe du monde
- Meilleur classement général : 11e en 2021.
- 4 podiums individuels : 2 premières places, 1 deuxième place et 1 troisième place.
- 6 podiums par équipes : 3 deuxièmes places et 3 troisièmes places.

#### Classements généraux annuels
| Année     | Rang |
| 2017-2018 | 45e  |
| 2018-2019 | 23e  |
| 2019-2020 | 13e  |
| 2020-2021 | 11e  |
| 2021-2022 | 13e  |
| 2022-2023 | 54e  |
| 2024-2025 | 44e  |

#### Victoires
| Année     | Lieu                                   |
| 2019-2020 | Nijni Taguil (Russie), Sapporo (Japon) |

### Jeux olympiques de la jeunesse
- Médaille de bronze en individuel en 2012 à Innsbruck.